# 卡努纳什
卡努纳什（1956年—），又译为卡茹纳希，德国氛围音乐家、新世纪音乐家。

## 介绍
卡努纳什于1956年出生在德国科隆，本名是Bruno Reuter。卡努纳什从小接触音乐，并且在青年时代组建了乐團，但是他选择学习平面设计为专业。在他刚刚获得学位后，却经历了一场让他险些丧命的车祸。这次车祸让卡努纳什重新思考他的生命，激起他选择了音乐而不是绘画的決定。並决定放弃现有的工作，于1979年旅行印度。其间，他見到了著名的哲学家奥修，住在其位於普那的修道院，並接受了靈性名字——卡努纳什，在梵文中的意思是“慈悲”。
回到德国后，Karunesh在汉堡的奧修社區生活了5年，在那里他认识了许多来自全世界的音乐家。他把全世界不同文化风格的音乐巧妙的结合起来，创作和收录了首张专辑《Sounds of the Heart》，该专辑于1987年发行。后来的五张专辑也取得了较好的销量。同时为他赢得了无数的荣誉和尊敬。凭着450000张专辑的销量，他从此确立了自己在新世纪音乐中的顶尖地位。
卡努纳什于1992年移居夏威夷茂宜岛。

## 作品
卡努纳什的曲风明显受到亚洲和印度文化影响，他在音乐中的应用了一些印度乐器〔比如印度的西塔琴〕。

## 专辑列表
截至2006年，他共发表17张音乐专辑。Karunesh共发表以下专辑：
- 1987年 Sounds Of The Heart
- 1988年 Colours Of Light
- 1989年 Sky's Beyond
- 1991年 Heart Symphony
- 1992年 Heart Chakra Meditation
- 1993年 Beyond Body & Mind
- 1996年 Secrets of Life
- 1997年 Osho Chakra Sounds (Note: Co-artist 'Osho' is sometimes dropped from the title)
- 2001年 Wanderer（2001年5月8日）
- 2001年 Zen Breakfast （2001年7月10日）
- 2002年 Nirvana Cafe
- 2003年 Silent Heart（2003年7月1日）
- 2003年 Global Spirit（2003年9月2日）
- 2004年 Call Of the Mystic  (May 11, 2004)
- 2004年 Beyond Heaven（2004年7月8日）
- 2006年 Global Village（2006年4月11日）
- 2006年 Joy Of Life（2006年10月24日）
- 2008年 Enlightenment:A Sacred Collection（精选集）（2008年6月24日）